# 일리야 이바노프 (생물학자)

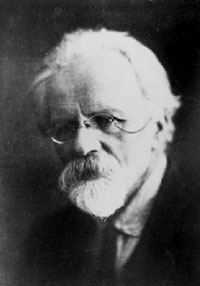
일리야 이바노비치 이바노프

일리야 이바노비치 이바노프(러시아어: Илья Иванович Иванов, 1870년 7월 20일(율리우스력)/8월 1일(그레고리력) - 1932년 3월 20일)는 러시아와 소비에트 연방의 미생물학자였다.

## 과학자로서의 삶
1926년 소련 공산당 정치국이 '살아있는 전쟁기계(Living War Machine)' 프로젝트를 진행하며 스탈린이 20만달러의 반인반원 연구자금을 이바노프 박사에게 주어었다는 사실 모스크바 문서보관소 2005년 비밀자료 공개에서 확인 되었다.
주로 이오시프 스탈린에 의해 침팬지와 인간 간의 교잡을 통해 신인류를 만들기 위한 실험을 했다고 알려져 있으나, 이는 반공주의 사상에 의해 과장된 것이고 이바노비치의 실험은 단독적인 실험이었다. 그가 처음으로 인간-침팬지 잡종 연구에 대해 발표를 했던 것은 오스트리아 그라츠의 생물학회였고 실험을 했던 것도 프랑스 파리의 파스퇴르 연구소와 아프리카의 프랑스령 기니에서 프랑스인인 총독의 승인을 받고 시행한 것이다.

## 같이 보기
- 휴먼지